# Álvaro Cascante
Álvaro Cascante Barquero (San José; 19 de febrero de 1945) es un exfutbolista costarricense que jugaba de centrocampista.

## Trayectoria
Inició como jugador de la LD Alajuelense, siendo campeón del Campeonato de liga 1966. Luego pasó al extranjero para jugar con el CD Águila, donde estaban sus compatriotas Guillermo Elizondo y Walter Pearson y el CD Sonsonate, ambos de la Primera División de El Salvador.
Posteriormente en 1969 regresó a su país para jugar con el CS Cartaginés, el CS Herediano, nuevamente Cartaginés, el CS Uruguay y pasó sus últimas dos temporadas con el modesto CD San Miguel.

## Selección nacional
Debutó con la selección de Costa Rica el 14 de septiembre de 1969, en un amistoso que fue derrota 2-1 contra El Salvador.
Logró el primer gol en el primer juego del Campeonato de Naciones de la Concacaf de 1969. Más tarde, anotó otro gol y al final Costa Rica se quedaría con el título.

### Participaciones en Campeonatos Concacaf
| Copa                                          | Sede              | Resultado     | Part. | Goles |
| --------------------------------------------- | ----------------- | ------------- | ----- | ----- |
| Campeonato de Naciones de la Concacaf de 1969 | Costa Rica        | Campeón       | 5     | 2     |
| Campeonato de Naciones de la Concacaf de 1971 | Trinidad y Tobago | Tercer puesto | 3     | 0     |

## Clubes
| Club                | País        | Año       |
| ------------------- | ----------- | --------- |
| Alajuelense         | Costa Rica  | 1964-1966 |
| Águila              | El Salvador | 1966-1967 |
| Sonsonate           | El Salvador | 1968-1969 |
| Cartaginés          | Costa Rica  | 1969-1970 |
| Herediano           | Costa Rica  | 1970-1974 |
| Saprissa (cesión)   | Costa Rica  | 1973      |
| Cartaginés          | Costa Rica  | 1974-1976 |
| Uruguay de Coronado | Costa Rica  | 1977-1978 |
| San Miguel          | Costa Rica  | 1979-1981 |

## Palmarés

### Títulos nacionales
| Título           | Equipo      | País       | Año  |
| ---------------- | ----------- | ---------- | ---- |
| Primera División | Alajuelense | Costa Rica | 1966 |

### Títulos internacionales
| Título                                | Equipo             | Sede     | Año  |
| ------------------------------------- | ------------------ | -------- | ---- |
| Campeonato de Naciones de la Concacaf | Costa Rica         | San José | 1969 |
| Copa Fraternidad Centroamericana      | Deportivo Saprissa | San José | 1973 |